# استر هژمان
استر هژمان (به انگلیسی: Hagemann's ester) یک ترکیب شیمیایی با شناسه پاب‌کم ۷۹۰۲۰ است. 